# Широковское сельское поселение (Крым)
Широковское се́льское поселе́ние (укр. Широківське сільське поселення, крымскотат. Широкое кой юрту, Боранчы Къытай кой юрту) — муниципальное образование в составе Симферопольского района Республики Крым России.

## География
Поселение расположено в северной части района, в степном Крыму. Находится на границе с Красногвардейским районом, далее, по часовой стрелке, граничит с Новоандреевским, Первомайским, Гвардейским и Журавлёвским сельскими поселениями.
Площадь поселения 43,73 км².

## Население
| 2001  | 2014  | 2015  | 2016  | 2017  | 2018  | 2019  |
| ----- | ----- | ----- | ----- | ----- | ----- | ----- |
| 2062  | ↘1917 | ↗1923 | ↗1947 | ↘1943 | ↗1958 | ↘1944 |
| 2020  | 2021  |       |       |       |       |       |
| ↘1923 | ↘1731 |       |       |       |       |       |

## Состав
В состав поселения входят 7 населённых пунктов:
| № | Населённый пункт | Тип населённого пункта | Население на 2014 год |
| - | ---------------- | ---------------------- | --------------------- |
| 1 | Широкое          | село, центр            | ↘1491                 |
| 2 | Дивное           | село                   | ↘51                   |
| 3 | Куприно          | село                   | ↘200                  |
| 4 | Пролётное        | село                   | ↗175                  |

## История
Решением облисполкома от 29 июня 1979 года был образован Широковский сельский совет. С 12 февраля 1991 года сельсовет в восстановленной Крымской АССР, 26 февраля 1992 года переименованной в Автономную Республику Крым. С 21 марта 2014 года в составе Крыма аннексировано Россией. Законом «Об установлении границ муниципальных образований и статусе муниципальных образований в Республике Крым» от 4 июня 2014 года территория административной единицы была объявлена муниципальным образованием со статусом сельского поселения.